# 4-6-6-2
Selon la classification Whyte (classification américaine), les locomotives de type 4-6-6-2 comportent 2 essieux porteurs, 2 jeux de 3 essieux moteurs, et 1 essieu porteur.

Essieux selon le système 4-6-6-2 (avant de la locomotive à gauche)

Voici sa classification selon d'autres systèmes :
- classification UIC (aussi connue sous les noms de classification allemande ou classification italienne) : 2CC1
- classification française : 230+031
- classification turque : 35+34
- classification suisse : 3/5+3/4

Cette disposition d'essieux ne fut utilisée que sur un nombre très limité de locomotives en Amérique du Nord, particulièrement sur les locomotives de type "Cab Forward" de la série MM-2 du Southern Pacific Railroad. Ces locomotives étaient en fait des 2-6-6-4 roulant cabine en avant. Elles avaient été construites selon le type Whyte 2-6-6-2 mais un deuxième essieu fut ajouté à l'avant pour améliorer la stabilité des locomotives en vitesse.